# 京都府道454号竹井室河原線
京都府道454号竹井室河原線（きょうとふどう454ごう たけいむろがわらせん）は、京都府南丹市を通る一般府道である。

## 概要
南丹市園部町竹井から南丹市八木町木原に至る。
総延長の大半にわたり道幅が狭い。

### 路線データ
- 起点：南丹市園部町竹井（竹井交差点、京都府道・大阪府道54号園部能勢線交点）
- 終点：南丹市八木町木原（吉富交差点、国道9号交点、京都府道408号郷ノ口室河原線終点）

## 路線状況

### 重複区間
- 国道477号（園部町口人・下口人交差点 - 南丹市園部町口人・口人交差点）

## 地理

### 通過する自治体
- 京都府
  - 南丹市

### 交差する道路
| 交差する道路                                                | 交差する場所           | 交差する場所      |
| ----------------------------------------------------------- | ---------------------- | ----------------- |
| 京都府道・大阪府道54号園部能勢線                            | 園部町竹井             | 竹井交差点 / 起点 |
| 京都府道453号大河内口八田線                                 | 園部町宍人（ししうど） | 宍人交差点        |
| 国道477号 重複区間起点                                      | 園部町口人（くちうど） | 下口人交差点      |
| 国道477号 重複区間終点                                      | 園部町口人             | 口人交差点        |
| 国道9号 / 山陰道 国道477号 重複 京都府道408号郷ノ口室河原線 | 八木町木原             | 吉富交差点 / 終点 |

### 交差する鉄道
- 山陰本線

### 沿線
- 南丹市立摩気小学校
- 南丹市立幼稚園 摩気分園
- 摩氣神社 - 南丹市園部町竹井
- 福泉寺 - 南丹市園部町竹井字林ノ下。曹洞宗[1]。
- 萬荿山昌林寺 - 南丹市園部町宍人字岡鼻。曹洞宗[2]。
- 長徳寺 - 南丹市園部町口人字五反田。日蓮宗[3]。
- 佛名寺（仏名寺） - 南丹市園部町口司字小山田。曹洞宗[4]。
- 康安寺 - 南丹市八木町室河原字上持尾。曹洞宗[5]。
- 福田寺 - 南丹市八木町鳥羽字片山。浄土宗[6]。
- JR西日本山陰本線 吉富駅
- 吉富郵便局